# Almudena Hernando
Almudena Hernando Gonzalo (Madrid, 1959) es una arqueóloga española, así como catedrática de Prehistoria de la Universidad Complutense de Madrid (UCM), que centra sus investigaciones en la etnoarqueología, la teoría arqueológica, la arqueología de género y la construcción de identidades.

## Trayectoria
Almudena Hernando forma parte del Departamento de Prehistoria de la UCM, del Instituto de Investigaciones Feministas de esta misma universidad y de AGE (Archaelogy and Gender in Europe).
Dedica su investigación al estudio de las dinámicas que rigen la construcción de la identidad en dos ámbitos principalmente: las sociedades orales y las mujeres (del pasado y del presente). En relación con este tema ha dirigido diversos proyectos de investigación, entre los que cabe destacar los realizados con grupos indígenas kekchí en Guatemala (1994-1995), awá del Amazonas brasileño (2006-2009), y gumuz y dats’in en Etiopía (2016-2019).
Destacan sus estancias como investigadora invitada: Department of Anthropology, Universidad de Harvard (marzo-mayo de 2011, marzo-mayo de 2004, agosto de 2003); Deparment of Anthropology, Universidad de Chicago (septiembre-diciembre de 1997); Department of Anthropology, Universidad de California en Berkeley (marzo-junio de 1997); Universidad de California en Berkeley, Los Ángeles (marzo-mayo de 1995).
Colabora en medios diversos, como el blog de viajes "La línea del Horizonte".

## Obras destacadas
- Hernando, A. La corriente de la historia (y la contradicción de lo que somos). Traficantes de Sueños, Madrid, 2022.
- Hernando, A. The Fantasy of Individuality. On The Sociohistorical Construction Of the Modern Subject. Springer, 2017.
- Hernando, A. La fantasía de la individualidad. Sobre la construcción sociohistórica del sujeto moderno. Katz, Buenos Aires, 2012.[7]
- Hernando, A. Arqueología de la Identidad. Akal, Madrid, 2002.
- Hernando, A. Los primeros agricultores de la Península Ibérica. Síntesis, Madrid, 1999.
- Hernando, A. (ed.) Mujeres, hombres, poder. Subjetividades en conflicto. Traficantes de Sueños, Madrid, 2015.[8]
- Hernando, A. (ed.): Estudos sobre os Awá: caçadores-coletores em transição. IWGIA y UFMA, São Luis, MA, Brasil, 2013.
- Hernando, A. (ed.): ¿Desean las mujeres el poder? Cinco reflexiones en torno a un deseo conflictivo. Minerva, Madrid, 2003.[9]
- Hernando, A. (ed.): La construcción de la subjetividad femenina. Instituto de Investigaciones Feministas, Madrid, 2000.[10]